# Saccharopine déshydrogénase
La saccharopine déshydrogénase, ou saccharopine réductase, est une oxydoréductase qui catalyse l'une des réactions :
L-saccharopine + NAD+ + H2O  {\displaystyle \rightleftharpoons }  L-lysine + α-cétoglutarate + NADH + H+
L-saccharopine + NADP+ + H2O  {\displaystyle \rightleftharpoons }  L-lysine + α-cétoglutarate + NADPH + H+
L-saccharopine + NAD+ + H2O  {\displaystyle \rightleftharpoons }  L-glutamate + L-allysine + NADH + H+
L-saccharopine + NADP+ + H2O  {\displaystyle \rightleftharpoons }  L-glutamate + L-allysine + NADPH + H+
Il s'agit de quatre enzymes intervenant dans la biosynthèse de la lysine par l'intermédiaire de la saccharopine. Elle catalyse une étape de la voie de l'α-aminoadipate, spécifique aux champignons, de sorte qu'elle pourrait avoir des applications dans la recherche de nouveaux antibiotiques.